# Volvo on demand

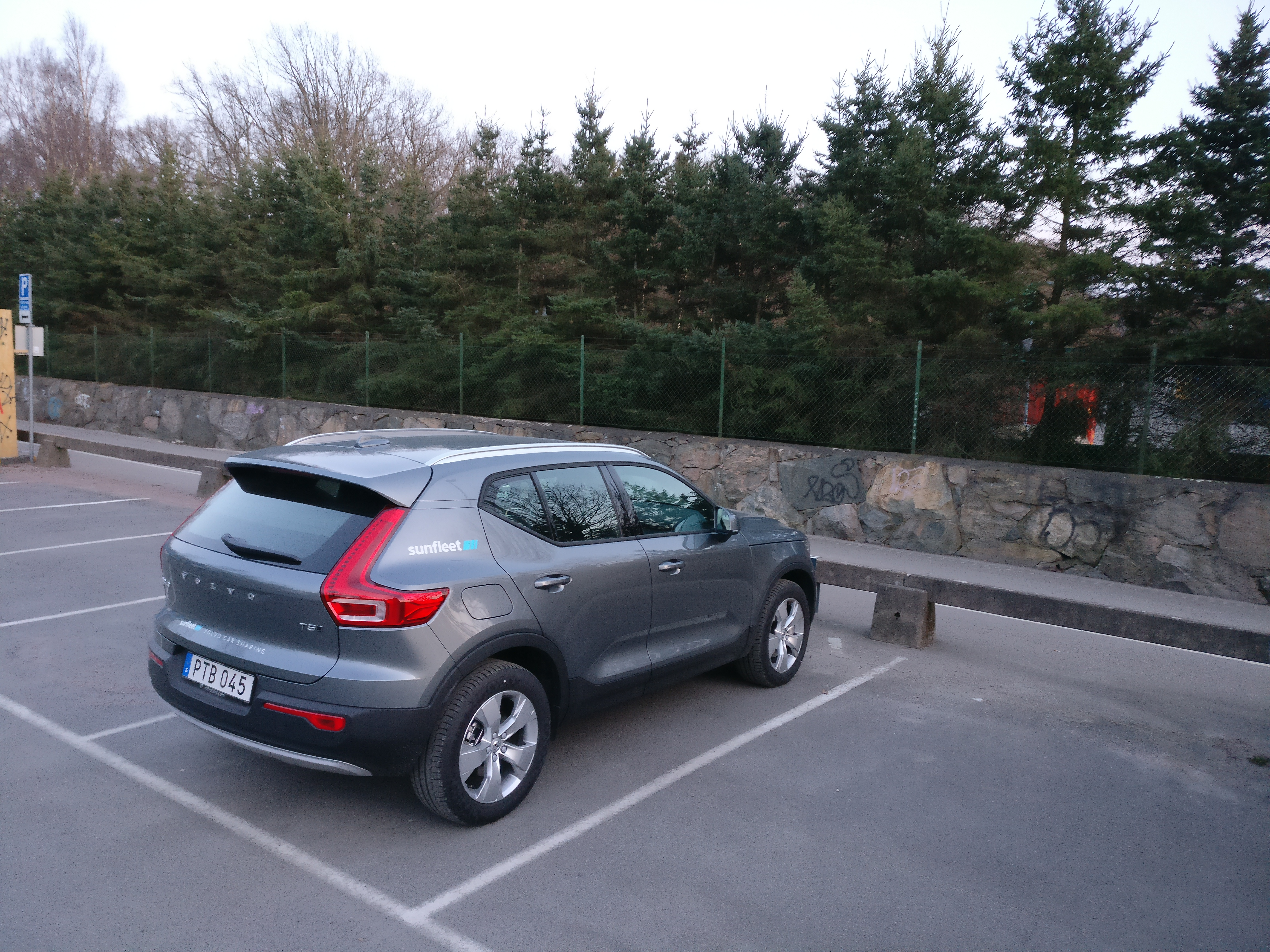
En Volvo XC40 från Sunfleet.

Volvo On Demand var ett bilpoolföretag som erbjöd kunder att boka och dela bil per timme i Sverige. Det startades 1998 som ett utvecklingssamarbete mellan Volvo och svenska Hertz under namnet Sunfleet, och drevs av Volvo Car Mobility, ett helägt dotterbolag till Volvo Cars. Mellan 2019 och 2022 hette företaget M, för "Mobility".
I januari 2018 hade företaget över 1 400 fordon på ett femtiotal orter och närmare 69 000 medlemmar i Sverige, och under namnbytet till M närmare 250 000 kunder.
I november 2024 meddelade Volvo att Volvo On Demand skulle avvecklas och att det från och med 13 januari 2025 inte längre var möjligt att använda företagets tjänster. Företaget gick med vinst när Volvo tog över, men hade stora förluster och ägandeinsättningar efter övertagandet. Det förklarades med ökade kostnader på grund av förändrad makroekonomi.